# Sybilla Masters

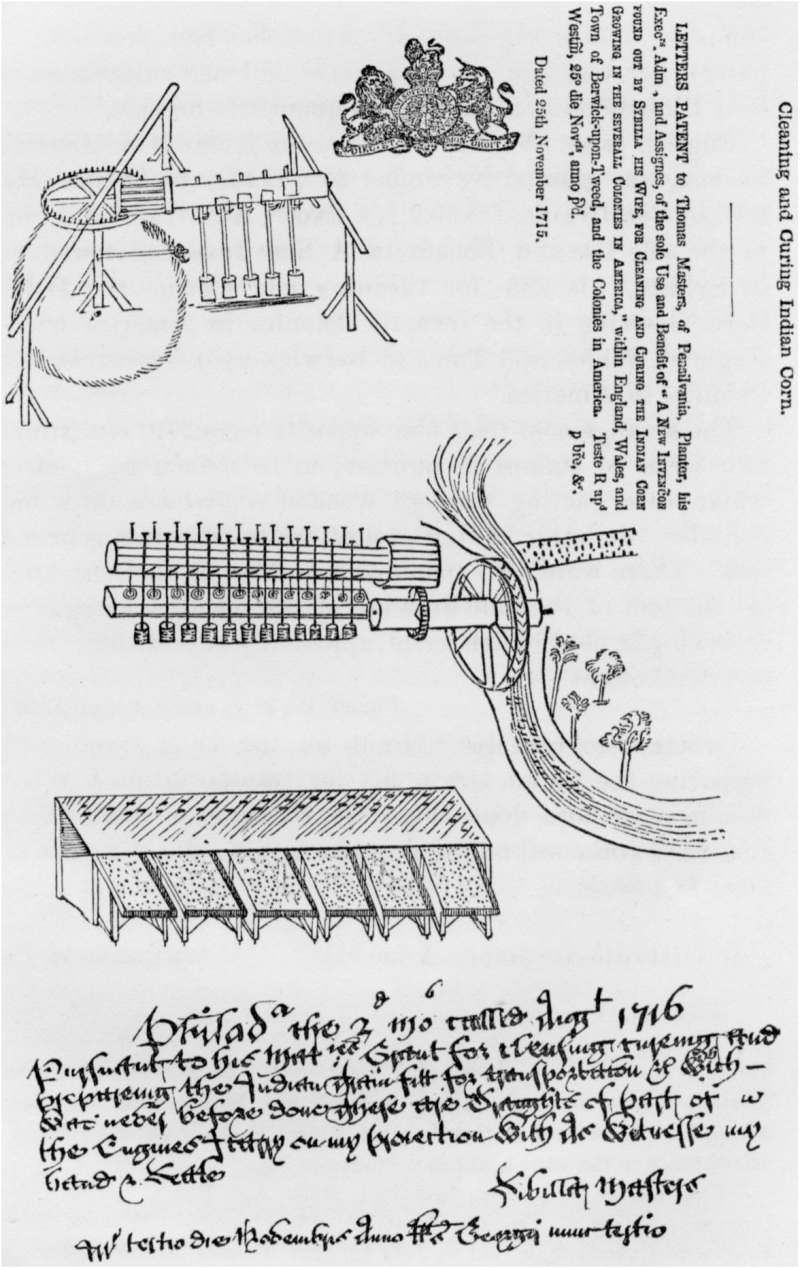
Patent urządzenia do oczyszczania i mielenia ziarna kukurydzy (wynalazek Sybilli Masters)

Sybilla Masters (data urodzenia nieznana, zm. w 1720) pierwsza znana amerykańska wynalazczyni (wynalazła młyn do mielenia ziarna kukurydzy oraz metodę wyrobu kapeluszy z włókna miejscowej palmy).
Wynalazła urządzenie do oczyszczania i mielenia ziarna kukurydzy. Patent na to odkrycie został zarejestrowany 25 listopada 1715 w Anglii pod nr 4021 na nazwisko męża Sybilli- Thomasa Mastersa, ponieważ kobiety nie mogły dokonać takiej rejestracji. Kolejny wynalazek Sybilli, dotyczący metody wykorzystania włókna palmy palmetto do wyrobu kapeluszy także został zarejestrowany na nazwisko jej męża. W obu patentach to jednak ona została wskazana jako wynalazczyni.